# Anapisa schoutedeni
Anapisa schoutedeni är en fjärilsart som beskrevs av Sergius G. Kiriakoff 1952. Anapisa schoutedeni ingår i släktet Anapisa och familjen björnspinnare. Inga underarter finns listade i Catalogue of Life.